# Tajamares de la Pedrera
Tajamares de la Pedrera ist eine Ortschaft im Südosten Uruguays.

## Geographie
Sie befindet sich auf dem Gebiet des Departamento Rocha in dessen Sektor 10 unweit der Atlantikküste. Nordöstlich ist San Antonio gelegen, im Südwesten grenzt unmittelbar Punta Rubia y Santa Isabel an.

## Infrastruktur
Tajamares de la Pedrera liegt an der nach Nordosten führenden Fortsetzung der Ruta 10.

## Einwohner
Tajamares de la Pedrera hatte bei der Volkszählung im Jahr 2011 zwei Einwohner, einen männlichen und einen weiblichen. Für die vorhergehenden Volkszählungen der Jahre 1963, 1975, 1985, 1996 und 2004 sind beim Instituto Nacional de Estadística de Uruguay keine Daten erfasst worden.
| Jahr | Einwohner |
| ---- | --------- |
| 1996 | -         |
| 2004 | -         |
| 2011 | 2         |

Quelle: Instituto Nacional de Estadística de Uruguay